# Asunción Ixtaltepec
Asunción Ixtaltepec är en ort i Mexiko.   Den ligger i kommunen Asunción Ixtaltepec och delstaten Oaxaca, i den sydöstra delen av landet, 500 km sydost om huvudstaden Mexico City. Asunción Ixtaltepec ligger 40 meter över havet och antalet invånare är 7 556.
Terrängen runt Asunción Ixtaltepec är platt. Runt Asunción Ixtaltepec är det ganska tätbefolkat, med 172 invånare per kvadratkilometer. Närmaste större samhälle är Juchitán de Zaragoza, 8,7 km sydost om Asunción Ixtaltepec. Omgivningarna runt Asunción Ixtaltepec är en mosaik av jordbruksmark och naturlig växtlighet.